# Dieter B. Kapp
Dieter Bernd Kapp (* 15. Februar 1941 in Heidelberg; † 2. November 2021 in Köln) war ein deutscher Indologe, Sprachwissenschaftler und Professor an der Universität zu Köln. Kapp wurde bekannt mit Arbeiten über die Stammesgesellschaften Südindiens und als Übersetzer literarischer Texte aus dem Hindi und dem Tamil.

## Leben
Kapp machte 1960 das Abitur am humanistischen Kurfürst-Friedrich-Gymnasium Heidelberg. Von 1960 bis 1971 studierte er Klassische Philologie, Indogermanistik, Ägyptologie, Altorientalistik, Islamwissenschaft, Indologie sowie moderne Sprachen und Literaturen Indiens an der Universität Heidelberg. Dort wurde er 1971 bei Hermann Berger zum Dr. phil. (Indologie, Islamwissenschaft sowie Moderne Sprachen und Literaturen Indiens) promoviert, Thema seiner Dissertation war das Verbum paraba in seiner Funktion als Simplex und Explikativum in Jāyasīs Padumāvatī, einem in Awadhi verfassten Epos. Danach war Kapp bis 1982 wissenschaftlicher Angestellter bzw. Assistent bei Berger in Heidelberg. Er habilitierte sich 1980 mit einer Grammatik, Textsammlung und einem Wörterbuch der süddravidischen, mit dem Kannada verwandten Sprache Ālu-Kur̲umbaru Nāyan, die von der Volksgruppe der Ālu-Kur̲umbas in den Nilgiri-Bergen im Grenzgebiet der Bundesstaaten Tamil Nadu und Karnataka gesprochen wird. 
Von 1983 bis 1988 erhielt Kapp ein Heisenberg-Forschungsstipendium der Deutschen Forschungsgemeinschaft, unterbrochen im akademischen Jahr 1985/86, in dem er eine Gastprofessur für Ethnologie an der Ludwig-Maximilians-Universität München innehatte. 1987 wurde er zum außerplanmäßigen Professor an der Universität Heidelberg ernannt und erhielt 1989 eine Gastprofessur im Fach Ethnologie an der Freien Universität Berlin. Von 1990 bis 2006 war Kapp Universitätsprofessor und Geschäftsführender Direktor des Instituts für Indologie und Tamilistik an der Universität zu Köln.
1993 organisierte und leitete er „The First International Conference-Seminar on Dravidian Studies“, Stuttgart. 1999 und 2015 bis 2016 nahm er Kurzzeitdozenturen im Fach Ethnologie an der Pondicherry University, Pondicherry (Indien), sowie an der Periyar Maniammai University, Thanjavur (Indien), wahr, jeweils gefördert durch den Deutschen Akademischen Austauschdienst.
Dieter B. Kapp war ein Bruder des Dermatologen Alexander Kapp.

## Wissenschaftlicher Beitrag
Schwerpunkte in der Lehre Kapps waren Klassische und moderne Sprachen sowie Literaturen Indiens (Sanskrit, Pali und Prakrit; Hindi und Tamil), Hinduismus (bes. Mythologie und Volkskulte). Dabei widmete er sich der Erforschung und Dokumentation schriftloser (drawidischer und Munda-)Sprachen sowie Kulturen südindischer (Tamilnadu) und ostindischer (Orissa) Berg- und Waldstämme. Er arbeitete fachübergreifend auf den Gebieten der Philologie, der Allgemeinen und Historischen Sprachwissenschaft, der Ethnologie/Folkloristik und der Archäologie. Im Vordergrund standen dabei Dokumentationen vom Aussterben bedrohter Stammessprachen und -kulturen in verschiedenen Regionen Indiens auf der Grundlage intensiver Feldforschungen. Kapp erwies besonderes Einfühlungsvermögen in die Kulturen, speziell von Randgruppen der indischen Gesellschaft. Seine verdienstvolle Bereitschaft, diese nicht nur in wissenschaftlichen Medien, sondern auch in Vorträgen einer breiteren Öffentlichkeit zu präsentieren, zeichnete sein Wirken aus.
Kapp unternahm Studienreiseleitungen nach Nord-, Zentral- und Südindien (1987, 1988 bis 1989 und 1989 bis 1990), hielt sich zu Forschungsaufenthalten in Indien auf (Tamilnadu, Pondicherry, Karnataka, Orissa), 1974 bis 1976 (Deutsche Forschungsgemeinschaft), 1981 bis 1982 (Government of India und Deutsche Forschungsgemeinschaft), 1990 (Government of India und Deutscher Akademischer Austauschdienst), 1994 bis 1995 (Volkswagen-Stiftung), 1998 bis 1999 (Fritz Thyssen Stiftung), 1999 (Government of India und Deutscher Akademischer Austauschdienst), 2000, 2001 und 2002 (privat), 2003 bis 2004 (Fritz Thyssen Stiftung), 2014 (Fritz Thyssen Stiftung), 2017 (privat).

## Ehrungen und Auszeichnungen
Kapp erhielt 2006 die Gottfried-Wilhelm-Leibniz-Medaille in Silber durch die Leibniz-Sozietät. 2009 erhielt er den Rabindranath Tagore-Kulturpreis von der Deutsch-Indischen Gesellschaft zusammen mit Peter Pannke.

## Publikationen

### Monographien
- 1972   Das Verbum paraba in seiner Funktion als Simplex und Explikativum in Jāyasīs Padumāvatī. (Schriftenreihe des Südasien-Instituts der Universität Heidelberg; 13.) Wiesbaden: Harrassowitz. 273 p.
- 1977   Ein Menschenschöpfungsmythos der Mundas und seine Parallelen (Abhandlungen für die Kunde des Morgenlandes; 43/2.) Wiesbaden: Steiner. X, 67 p.
- 1982   Ālu-Kuṟumbaru Nāyaⁿ. Die Sprache der Ālu-Kuṟumbas. Grammatik, Texte, Wörterbuch. (Neuindische Studien; 7.) Wiesbaden: Harrassowitz. XXXIII, 442 p., 1 Karte.
- 2006   Ālu-Kuṟumba-Texte. Band I: Mythen. Gesammelt, übersetzt und herausgegeben. (Beiträge zur Kenntnis südasiatischer Sprachen und Literaturen; 16.) Wiesbaden: Harrassowitz. VIII, 214 p.
- 2010   Tamil-Rätsel aus mündlicher Überlieferung. Gesammelt, übersetzt und herausgegeben. (Beiträge zur Kenntnis südasiatischer Sprachen und Literaturen; 20.) Wiesbaden: Harrassowitz. 269 p.
- 2014   Ālu-Kuṟumba-Texte. Band II. Gesammelt, übersetzt und herausgegeben. (Beiträge zur Kenntnis südasiatischer Sprachen und Literaturen; 16,2.) Wiesbaden: Harrassowitz. IV, 308 p.
- 2015   Ālu-Kuṟumba-Texte. Band III. Gesammelt, übersetzt und herausgegeben. (Beiträge zur Kenntnis südasiatischer Sprachen und Literaturen; 16,3.) Wiesbaden: Harrassowitz. IV, 193 p.

### Übersetzungswerke
- 2005   Putuvai Cantirahari: Kuṟiñcip puṉṉakai – Das Strobilanthes-Lächeln. Tamil – Deutsch. Übersetzt und herausgegeben. (Literatur aus Südasien. Zweisprachige Textausgaben; 1.) Aachen: Shaker Verlag. IV, 184 p.
- 2006a   Der Schmuck einer Frau. Kürzestgeschichten aus Nordindien. Ausgewählt, aus dem Hindi übersetzt und herausgegeben. Aachen: Shaker Verlag, 2006. IV, 313 p.
- 2006b   Laghukathā-Saṁgrah – Eine Anthologie von Kürzestgeschichten. Hindi – Deutsch. Ausgewählt, übersetzt und herausgegeben. (Literatur aus Südasien. Zweisprachige Textausgaben; 2.) Aachen: Shaker Verlag. IV, 297 p.
- 2007   Kaṇṇatācaṉ: Kuṭṭik kataikaḷ – Kleine Geschichten. Tamil – Deutsch. Übersetzt und herausgegeben. (Literatur aus Südasien. Zweisprachige Textausgaben; 3.) Aachen: Shaker Verlag. IV, 128 p.
- 2008   Bambhadattavuttaṁtaṁ – Die Lebensgeschichte von Bambhadatta. Jaina-Māhārāṣṭrī – Deutsch. Übersetzt und herausgegeben. (Literatur aus Südasien. Zweisprachige Textausgaben; 4.) Aachen: Shaker Verlag. IV, 66 p.
- 2009   Der Ursprung des Regenbogens. Stammesmythen aus Südindien. Gesammelt, [aus dem Ālu-Kuṟumba] übersetzt und herausgegeben. Heidelberg: Draupadi Verlag. 118 p.
- 2014   (zusammen mit Albert Prümm:) Snehmayī Caudhrī – Gedichte. Eine Anthologie. Hindi – Deutsch. (Literatur aus Südasien. Zweisprachige Textausgaben; 5.) Aachen: Shaker Verlag. IV, 506 p.
- 2015   (zusammen mit Albert Prümm:) Aśok Vājpeyī: Agar itne se – Gedichte. Hindi – Deutsch. (Literatur aus Südasien. Zweisprachige Textausgaben; 6.) Aachen: Shaker Verlag. IV, 153 p.
- 2016   (zusammen mit Albert Prümm:) Madan Ḍāgā: Yah kaisā mazāq hai – Gedichte. Hindi – Deutsch. (Literatur aus Südasien. Zweisprachige Textausgaben; 7.) Aachen: Shaker Verlag. IV, 237 p.
- 2017 Chudamani Raghavan: Der Nagalinga-Baum. Erzählungen. Aus dem Tamil übersetzt. Heidelberg: Draupadi Verlag. 163 p.

### Herausgebertätigkeit
- 1981 (zusammen mit Hermann Berger und Ayyadurai Dhamotharan:) Aruṇantis Śivajñānasiddhiyār. Die Erlangung des Wissens um Śiva oder um die Erlösung. Unter Beifügung einer Einleitung und Meykaṇṭadevas Śivajñānabodha aus dem Tamil übersetzt und kommentiert von Hilko Wiardo Schomerus. (Beiträge zur Südasien-Forschung; 49a und 49b.) XVI, 745 p. ISBN 3-89913-087-1, ISBN 3-89913-087-1.
- 1996 Nānāvidhaikatā. Festschrift für Hermann Berger, dargebracht von ehemaligen Schülern und Kollegen. (Beiträge zur Kenntnis südasiatischer Sprachen und Literaturen; 4.) Wiesbaden: Harrassowitz. XXVIII, 342 p. ISBN 3-447-03916-7.
- 1996–2016 Beiträge zur Kenntnis südasiatischer Sprachen und Literaturen. Band 1–25. Wiesbaden: Harrassowitz. ISBN 978-3-447-06479-8 (pdf)
- 2011 Klaus Mylius: Aufsätze und Rezensionen zur Indologie. (Beiträge zur Kenntnis südasiatischer Sprachen und Literaturen;22.) Wiesbaden: Harrassowitz. XXIV, 868 p.
- 2005ff. Literatur aus Südasien. Zweisprachige Textausgaben. Aachen: Shaker Verlag. ISBN 978-3-8440-4943-5.